# Вулых, Ефим Петрович
Ефи́м Петро́вич Ву́лых (в документах — Ефим Пинхасович Вулых, при рождении и в довоенных проектах — Хаим Пинхасович Вулых; 14 марта 1916, Бельцы, Бессарабская губерния — 16 марта 1982, Москва) — советский архитектор, специалист в области жилищного строительства.

## Биография
Родился 14 марта (по старому стилю) 1916 года в Бельцах в еврейской семье. Отец, бельцкий фотограф и владелец фотоателье Пинхус Мовшевич (Моисеевич) Вулых (родом из Сорок) был в числе 40 видных представителей еврейского населения, расстрелянных немцами 12 июля 1941 года у Бекировского моста в Сороках. Мать, Бася Ихиловна Вулых (урождённая Бровер, 1883—1941), погибла позднее в гетто.
В школьные годы был членом организации «Красный школьник», арестован сигуранцей в 1933 году. Поступил в Бухарестскую академию архитектуры в 1940 году, но после присоединения Бессарабии к СССР переехал в Харьков и продолжил учёбу в Институте инженеров коммунального хозяйства. Во время Великой Отечественной войны институт был эвакуирован в Джамбул, а затем — в Ташкент, где тогда находился Московский архитектурный институт (МАрхИ). Вместе с институтом в 1944 году переехал в Москву. Учился под руководством И. А. Голосова и Л. М. Полякова.
Окончив МАрхИ в 1945 году, начал работать в мастерской академика архитектуры Леонида Полякова, став его учеником и последователем. Под руководством Полякова осуществил ряд проектов жилых домов и общественных зданий, реконструкции городов, разрушенных во время войны, в частности, города-героя Севастополя, где в 1949—1952 годах выполнил застройку головного участка проспекта Нахимова. Автор комплекса многоэтажных жилых домов на Дорогомиловской набережной (1948—1957) и многоэтажного 450-квартирного жилого дома на Ленинградском проспекте (1952—1955) в Москве.
С 1952 года работал в проектных организациях Моссовета. Занимался строительством на Юго-Западе Москвы. Был одним из ведущих авторов проекта планировки и застройки Комсомольского проспекта. В частности, по его проекту были построены 9-этажные кирпичные башни на углу Комсомольского проспекта и 2-й Фрунзенской улицы. Ещё одной крупной работой Е. П. Вулыха стала застройка Фрунзенского района и Фрунзенской набережной. Спроектированные им дома из красного кирпича внесли разнообразие в застройку Фрунзенского (ныне Хамовнического) вала.
Следующий плодотворный творческий период Е. П. Вулыха связан с его совместной работой с Я. Б. Белопольским. Как главный архитектор проекта и член авторского коллектива он занимался проектированием и строительством Большого Московского государственного цирка на проспекте Вернадского (1961—1971), а также научного центра на углу Профсоюзной улицы и Нахимовского проспекта, включающего Институт научной информации по общественным наукам с фундаментальной библиотекой общественных наук (1963—1974) и Государственную центральную научную медицинскую библиотеку им. И. М. Сеченова (1964—1975). Участвовал в проектировании проспекта Вернадского. С 1961 по 1963 год вместе с Я. Б. Белопольским и Л. В. Мисожниковым разрабатывал проект застройки Октябрьской (Калужской) площади.
В 1963 году как руководитель авторского коллектива разработал проект 15-этажного студенческого общежития с комфортными номерами и сантехническим оборудованием. Этот проект широко применялся для различных вузов Москвы. Затем был спроектирован 16-этажный усовершенствованный вариант каркасно-панельного общежития на унифицированном каркасе, ставший массовым.
Под его руководством разработаны типовые серии жилых домов: II-67 (Смирновская, Тишинская, Москворецкая разновидности) и многократно повторённый строительством в разных городах СССР проект 14-этажного жилого дома — так называемая «башня Вулыха». Был автором проекта 16-этажного каркасно-панельного общежития гостиничного типа, ставшего массовым. Выполнил проект 9-этажного жилого дома, облицованного красным кирпичом, который был многократно повторён во многих городах страны.
Вместе со скульпторами выполнил ряд памятников: С. К. Тимошенко на родине маршала в селе Фурманка Одесской области (1967, скульптор — Л. И. Дубиновский), М. В. Фрунзе в городе Фрунзе (1967, вместе со скульпторами Л. И. Дубиновским, А. И. Посядой и архитектором В. И. Хавиным), Г. И. Котовскому на его родине (вместе со скульптором Л. И. Дубиновским и архитектором Л. Калашниковым), Ф. А. Артёму (Сергееву), В. И. Ленину в Гурьеве и другие. Вместе с архитектором В. И. Хавиным выполнил памятник павшим в Великой Отечественной войне работникам завода «Мосрентген» под Москвой.
Член Союза архитекторов СССР с 1947 года. Член КПСС с 1952 года.
Похоронен на Донском кладбище в Москве.

## Награды и звания
- Премия Госстроя СССР
- Заслуженный архитектор РСФСР (1980)[12][19]
- Орден Трудового Красного Знамени (1977) — за успешное выполнение заданий первого года 10-й пятилетки и принятых социалистических обязательств[20]
- Медаль «За трудовую доблесть»

## Семья
- Жена — Людмила Александровна Жукова (29.02.1916 — 15.08.1994), архитектор, работала в институте «Моспроект» в мастерской Всеволода Воскресенского.
  - Сыновья — Александр Вулых (род. 1956), поэт-песенник, и Пётр Вулых (1951—1999), палеонтолог, выпускник МГУ (1973), научный сотрудник Палеонтологического института РАН.
- Сестра — Ида Пинхасовна Вулых (1912—1989), музыковед и библиограф, выпускница Бухарестской консерватории; автор библиографической серии «Зарубежная литература о музыке» (М.: Советский композитор, 1962—1972, с переизданиями), методических пособий по библиотечно-библиографическим таблицам и классификациям.
- Сестра — Миля Пинхусовна (Эмилия Петровна) Вулых (рум. Emilia (Milea) Vulih, 2 января 1909—1987), экономист, сотрудница министерства внешней торговли Румынии, торгпред СРР в Исландии; репрессирована в 1959 году в ходе чисток «ставленников Москвы» в министерстве внешней торговли (осуждена по обвинению в саботаже экономики СРР)[21][22][23].